# Verticordia tasmanica
Verticordia tasmanica is een tweekleppigensoort uit de familie van de Verticordiidae. De wetenschappelijke naam van de soort is voor het eerst geldig gepubliceerd in 1915 door May.